# Col·lector d'escapament

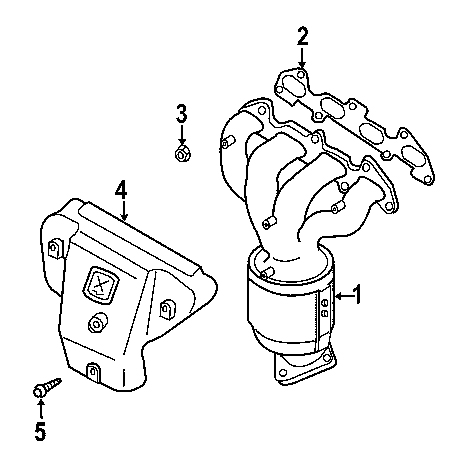
Diagrama de col·lector d'escapament d'un Kia Rio. 1. col·lector; 2. junta; 3. femella; 4. aïllant tèrmic; 5. cargol de l'aïllant

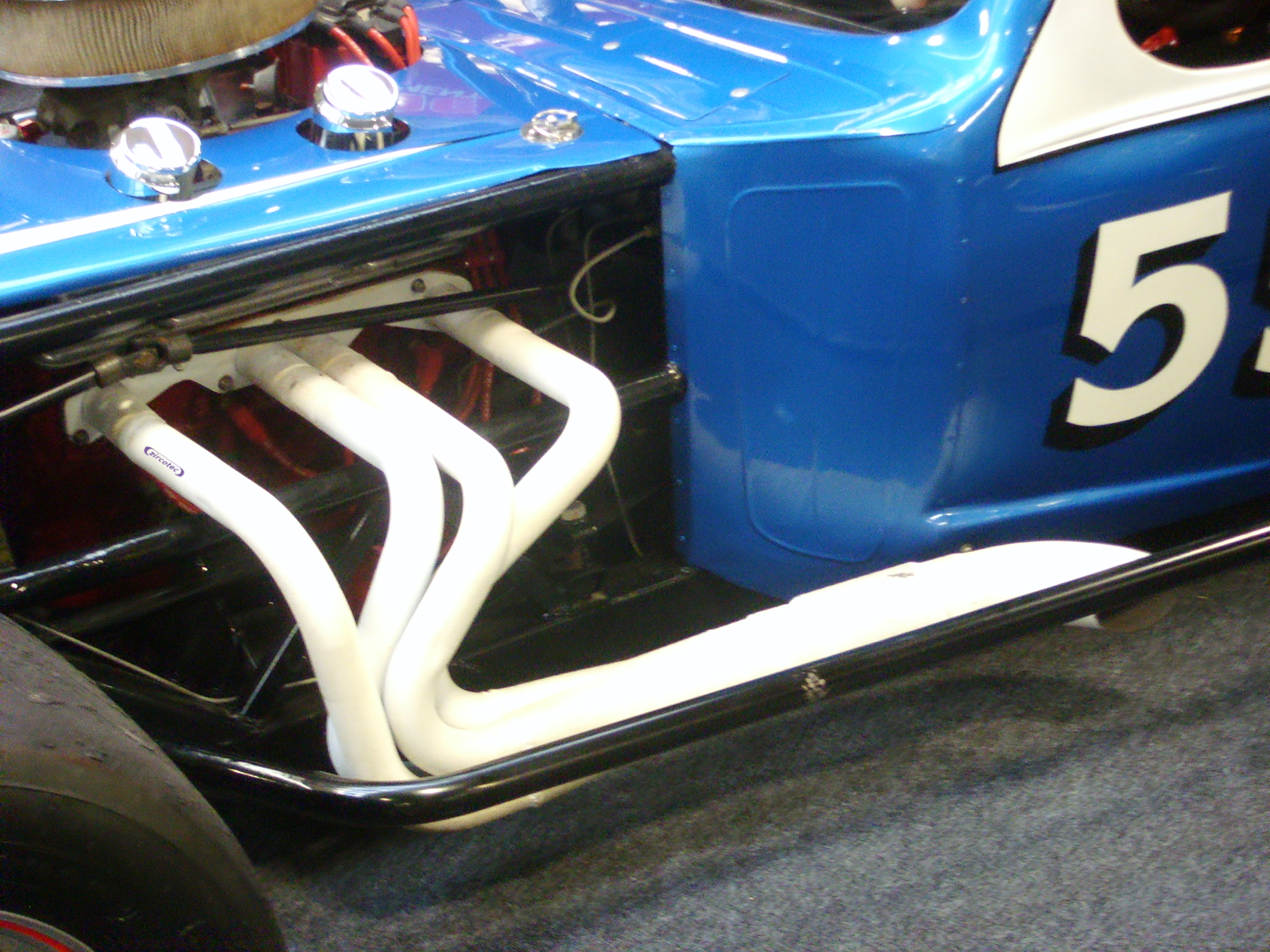
Col·lector d'escapament amb cobertura ceràmica al lateral d'un vehicle.

En enginyeria automotriu, un col·lector d'escapament (també anomenat llumenera o múltiple) és una unió de tubs o conductes que recull els gasos d'escapament d'1 o més cilindres d'un motor tèrmic alternatiu, a la sortida de la culata del motor, agrupant-los en un sol tub. La seva contrapart és el col·lector d'admissió que abasteix la barreja de combustible i aire (o només aire) a cada un dels pistons. Cal aclarir que, si no s'uneixen diversos conductes en un sol conducte de gasos llavors, no hi ha col·lector, com és el cas d'un escapament per cada pistó o motors d'un sol pistó (en casos de motors d'una vàlvula d'escapament per cada pistó).

## Fabricació
Normalment són fabricats per emmotllament a la sorra de ferro o algun metall o aliatge que resisteixi les altes temperatures dels gasos d'escapament, en el cas dels col·lectors poden ser fabricats mitjançant tubs doblegats i soldats a bases per a la seva connexió al capdavant del motor i units al col·lector. Poden estar recoberts o no amb pintura ceràmica per a protecció de la temperatura o estètica i / o cobertes amb una placa aïllant tèrmica per mantenir l'àrea del motor el més lliure de calor, en el cas dels automòbils.

## Funcionament
L'objectiu d'un bon col·lector d'escapament és no obstruir el lliure flux dels gasos d'escapament, que farien disminuir la potència del motor, però han de reforçar l'efecte de buit que es produeix en l'instant de tancament / obertura de les vàlvules d'escapament / admissió, ja que el final de sortida de l'escapament atreu l'aire fresc de l'admissió al cilindre per efecte d'inèrcia, buit, l'efecte de ressonància (ja que la pressió dins de la cambra de combustió es veu influïda per la velocitat de transmissió del so en el gas; que són ones de pressió; ja 1/4 d'ona en ressonància es tindria la mínima pressió dins de la càmera a màxima pressió al col·lector o tub d'escapament) i fenòmens de turbulència i interferència entre les fuites dels altres cilindres. Seguint les lleis generals dels gasos ideals i la a: back pressure. Bàsicament un col·lector d'escapament ha d'estar dissenyat per augmentar l'efecte de depressió que es produeix quan els gasos de postcombustió el travessen i així afavorir la sortida del cilindre d'aquests, i permet que entri més aire fresc millorant l'ompliment del cilindre.

Tall d'un col·lector d'escapament on es veu la pressió (en blau), que no és homogènia per les forces centrípetes i el flux.